# Mireille Mathieu
Mireille Mathieu   (Avinyó, 22 de juliol de 1946) és una cantant occitana o francesa.

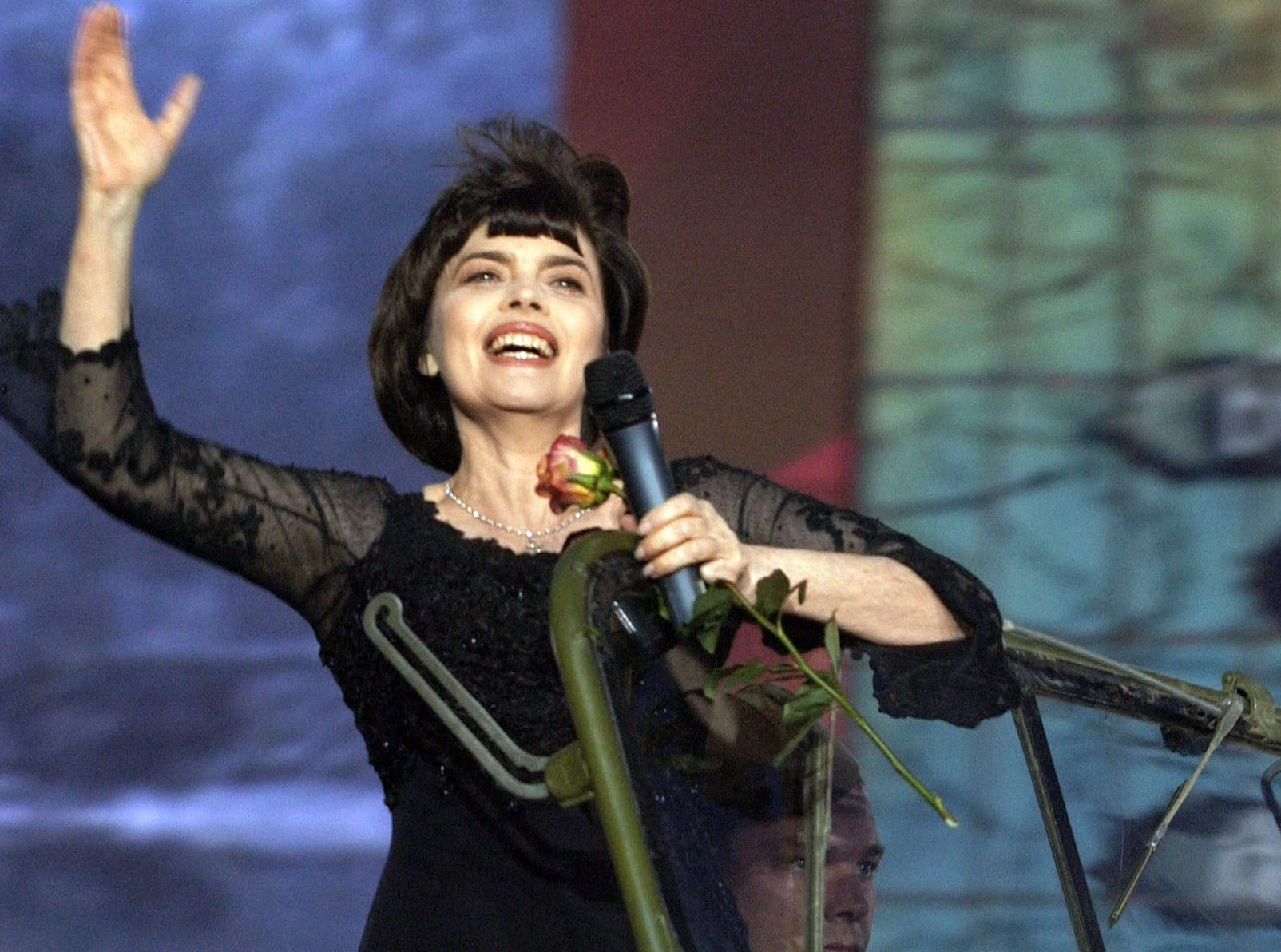
Moscou, 2005

Es feu conèixer l'any 1965, va ser l'arquetip de la cantant popular dels anys 1960 i 70 del segle passat. Durant aquells anys té els seus grans èxits discogràfics. A partir de la meitat dels anys 1980, enforteix la seva carrera internacional en nombrosos països on és considerada com un símbol de la cançó francesa.
Ha venut més de 125 milions de discs de 33 rpm i prop de 50 milions de discs de 45 rpm a tot el món i ha enregistrat i interpretat més d'un miler de cançons en 11 llengües (francès, alemany, anglès, espanyol, italià, rus, finès, japonès, xinès, català i occità.) 
Mireille Mathieu va ser nomenada Cavaller de la Legió d'Honor el 9 de desembre de 1999 pel president Jacques Chirac. El 26 de gener de 2011 el president Nicolas Sarkozy eleva la seva condecoració al grau d'Oficial de la Legió d'Honor.